# Schloss Hessen

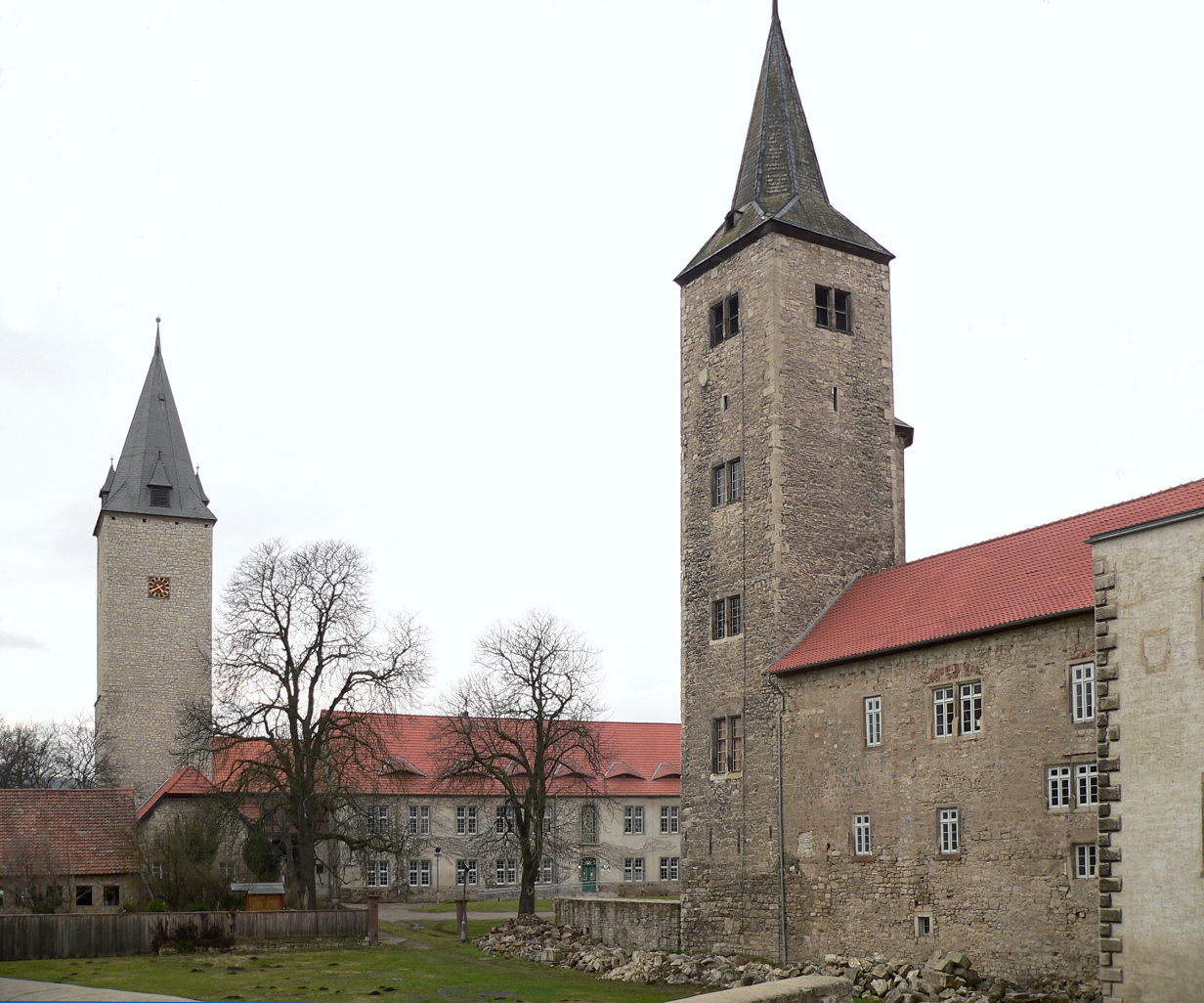
Schloss Hessen, links die Unterburg mit dem Bergfried, rechts die Hauptburg mit dem Hausmannsturm

Schloss Hessen ist eine Schlossanlage im Ortsteil Hessen der Stadt Osterwieck in Sachsen-Anhalt.
Sie ging aus einer mittelalterlichen Wasserburg hervor und wurde im 16. Jahrhundert in ein fürstliches Schloss im Stile der Renaissance umgestaltet. Die Anlage mit Lustgarten hatte ihre Glanzzeit während des 17. Jahrhunderts als Sommerresidenz der braunschweigisch-lüneburgischen Herzöge. Später wurde die Schlossanlage als landwirtschaftliche Domäne genutzt.

## Baubeschreibung

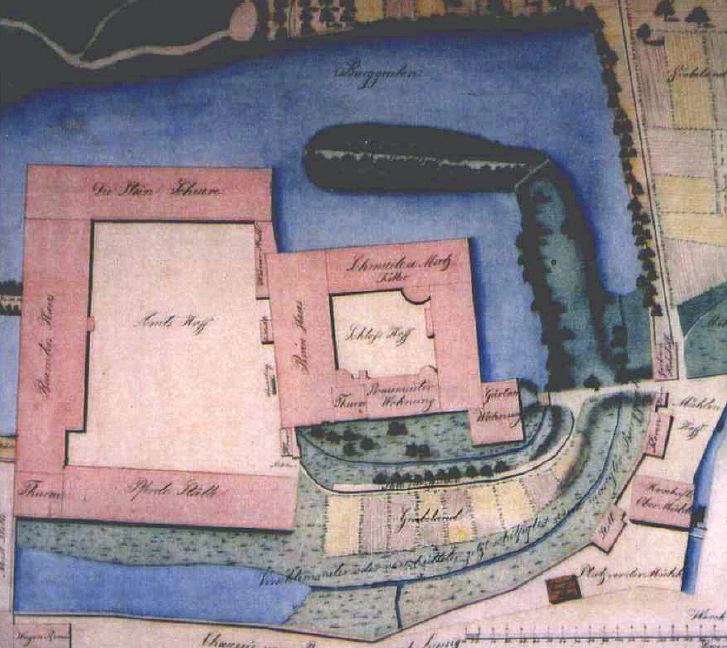
Lageplan des von Wasser umgebenen Schlosses Hessen mit kleinerer Haupt- und größerer Unterburg 1812

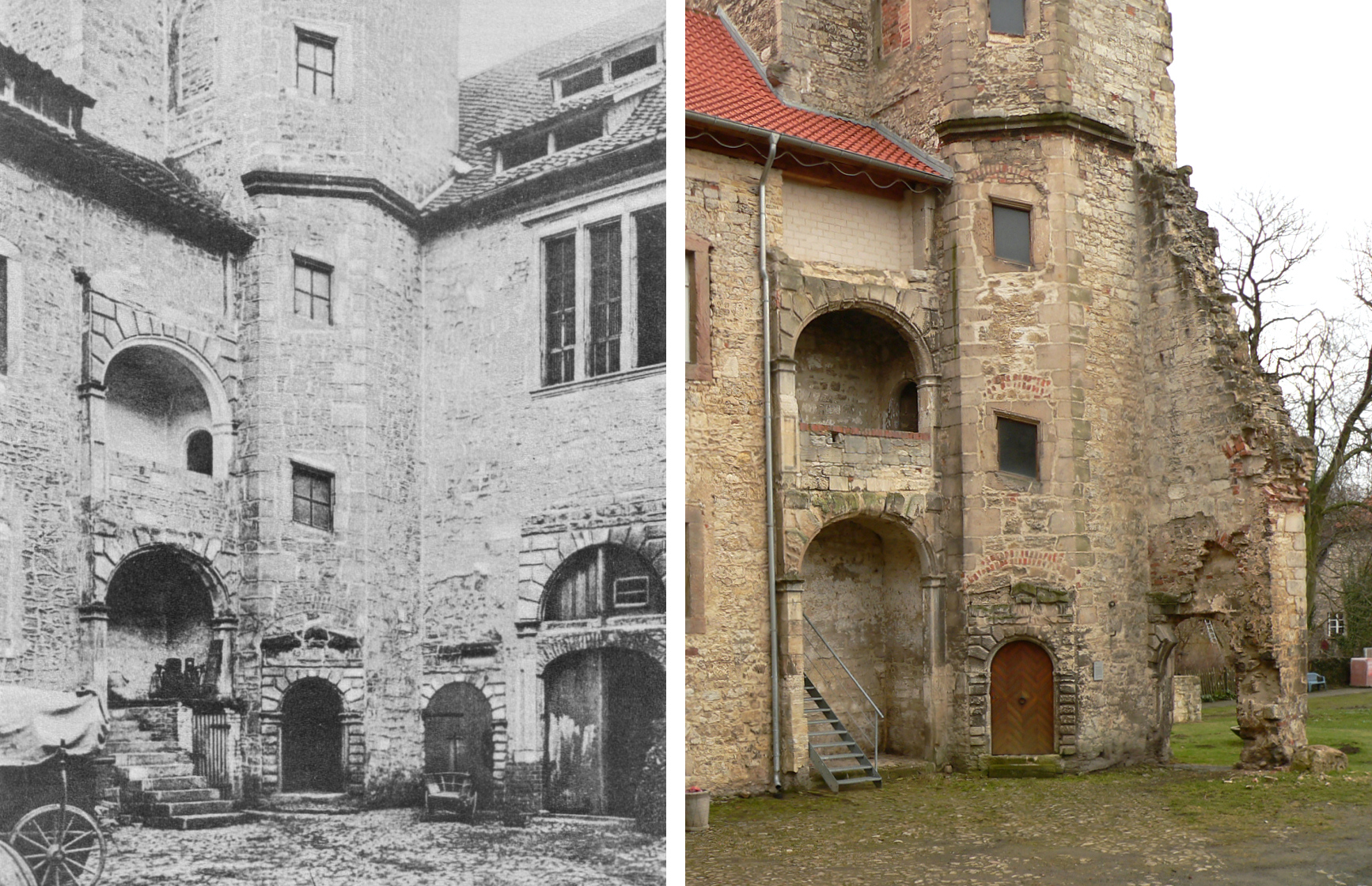
Treppenturm im Innenhof der Hauptburg um 1900 und 2012 zwischen Südflügel (links) und Westflügel (rechts), der heute fehlt

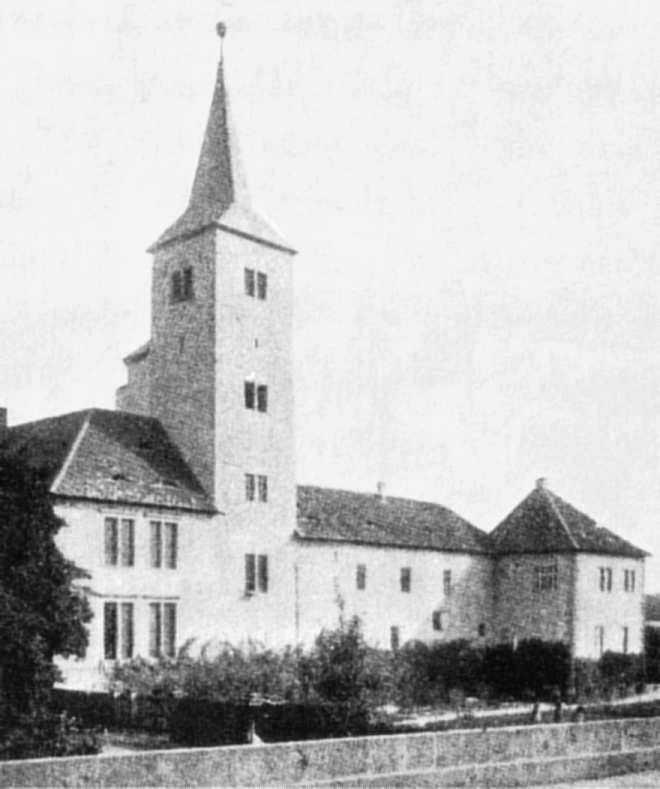
Hauptburg mit dem Bergfried um 1900, links der ab 1948 abgebrochene Westflügel

Die Anlage bestand während des Mittelalters aus einer vierflügeligen Hauptburg mit geschlossenem Innenhof und einer unmittelbar angebauten dreiflügeligen Unterburg. Die Hauptburg ist als der ältere Bauteil anzunehmen. Beide Burgteile waren von einem Wassergraben umschlossen, der Anfang des 19. Jahrhunderts mit Erde verfüllt wurde. Zur Haupt- und Unterburg gehören zwei mächtige Türme, die 1355 erstmals erwähnt worden sind. Heute sind Teile der Unterburg in gutem Bauzustand, andere der Hauptburg sind mehr oder weniger verfallen.

### Hauptburg
Der spätgotische Turm der Hauptburg ist der Hausmannsturm, der um 1560 mit Fenstern versehen worden ist und ab dieser Zeit zu Wohnzwecken diente. Damals wurde im Burghof der anliegende Treppenturm angelegt, der den Zugang ermöglichte. Ursprünglich lag der Turmzugang in einer Öffnung mit gotischer Spitzbogenrahmung im 3. Obergeschoss des Südflügels.
Die Hauptburg war ursprünglich eine geschlossene Anlage mit Nord-, Ost-, Süd- und Westflügel, von denen nur zwei Gebäudeflügel erhalten geblieben sind. Der Vorgängerbau des nicht mehr bestehenden Nordflügels war das aus dem 14. Jahrhundert stammende Alde Hauß mit gotischen Elementen. Um 1535 entstand stattdessen der Nordflügel mit Fachwerkaufbauten. Darin waren über einem Bier- und Weinkeller Wohngemächer und Kanzlei untergebracht, außerdem ist hier der Rote Saal bezeugt. In einem Bereich nahe dem Ostflügel lag die Silberkammer mit liturgischen Gerätschaften der Schlosskapelle. Der Nordflügel wurde 1972 abgetragen. Im noch bestehenden Ostflügel befand sich die Schlosskapelle und darüber das Grüne Gemach, das noch erhalten ist. In diesem Flügel werden die Räume der Herzogin vermutet. Auf die im 19. Jahrhundert umgebaute Kapelle weisen die zugemauerten Rundbogenfenster und das prächtige Eingangsportal von 1654 hin. Der heute zur Straße weisende Südflügel stammt im Kern aus dem 14. Jahrhundert und wurde im 16. Jahrhundert zu Gästeräumen umgebaut. An den Flügel grenzt im Westen der Hausmannsturm mit dem Treppenturm an. Im Osten wurde an den Südflügel um 1580 über einem Kellergewölbe ein zweigeschossiger Altan als Wohnraum angesetzt. Ihn bewohnte um 1600 der Hofgärtner Johann Royer. Das oberste Geschoss wies einen hölzernen Aufbau als Aussichtsterrasse auf, der im 18. Jahrhundert durch ein Walmdach ersetzt wurde. Der noch heute vorhandene, pavillonartige Anbau wurde in den 1950er Jahren als Berufsschule genutzt. Erst durch den Bau des Westflügels 1565 entstand die geschlossene Schlossanlage. Im Kellergewölbe gab es eine Brauerei. Die Küche im Erdgeschoss beheizte den Rittersaal im ersten Geschoss, über dem das Herzogspaar seine Gemächer hatte. Der Westflügel wurden in den 1950er Jahren abgetragen.

### Unterburg

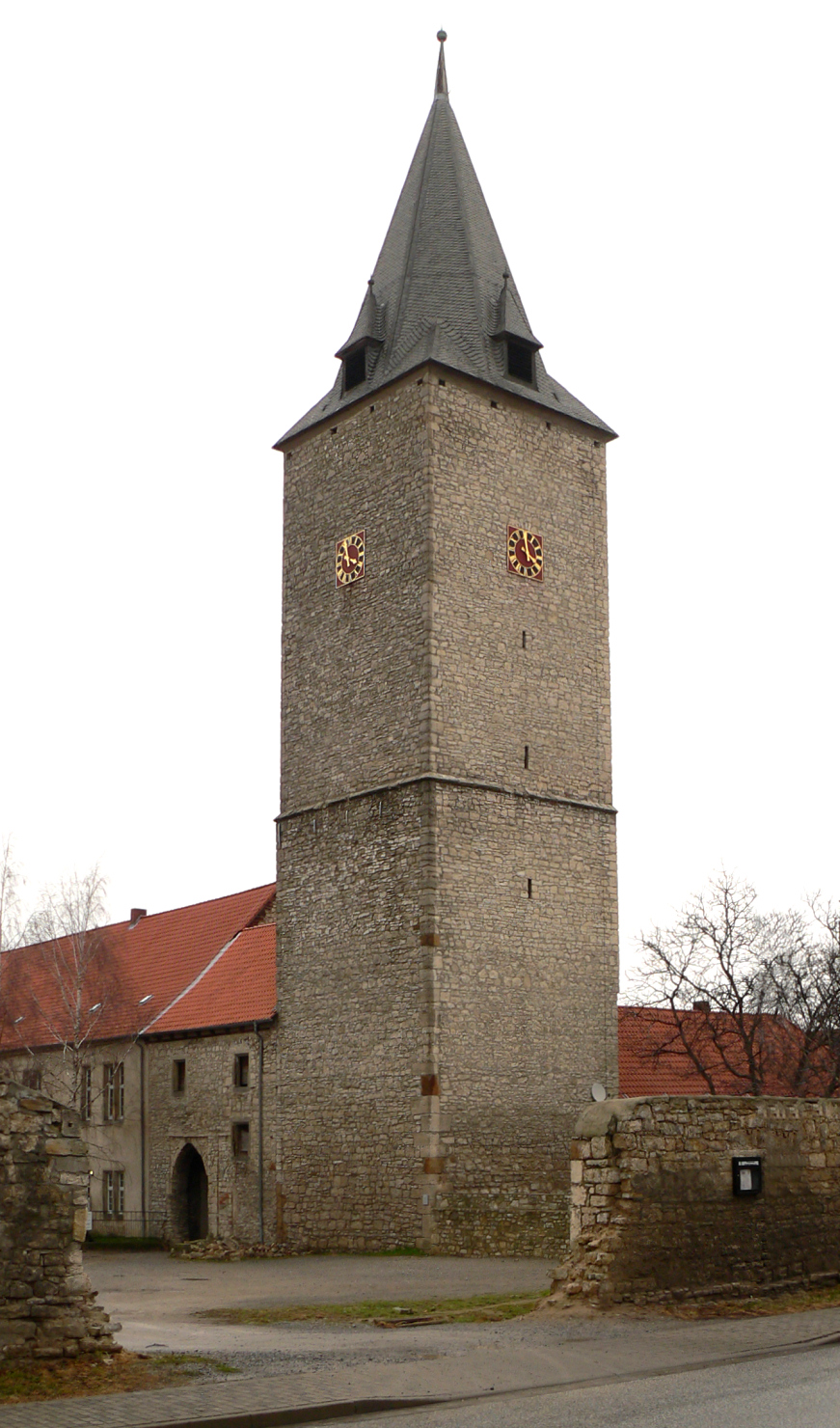
Bergfried der Unterburg

Der 45 m hohe Bergfried der Unterburg neben dem Torhaus hat sein mittelalterliches Aussehen weitgehend beibehalten. Die Einstiegsöffnung des wehrhaften Turms liegt in 11 m Höhe. Im Inneren bestehen keine Geschosse, da der Turm nie als Wohnturm diente. Mehrere kleine Fensteröffnungen befinden sich in 30 m Höhe und waren als Schießscharten eher ungeeignet. Daher wird vermutet, dass der derart mächtig und hoch ausgeführte Turm eher dem Prestige des Erbauers als der Verteidigung diente. Im Mittelalter war es nicht unüblich, dass sich Burgherren mit ihren Türmen Statussymbole setzten.
Die Unterburg war ein dreiflügeliger Gebäudekomplex. Zu ihm gehörte der der Südflügel mit dem Bergfried, der Westflügel mit dem Torhaus und der Nordflügel als Steinscheune. Die Entstehung des Torhauses mit seinem gotischen Spitzbogelprofil und früherer Zugbrücke wird im 14. Jahrhundert vermutet. Der heute renovierte Westflügel diente lange als Herrenhaus des Domänenpächters. Von der angrenzenden Steinscheune, deren Kern aus dem 14. Jahrhundert stammt, stehen nur noch die Außenmauern. Sie wurde als Wirtschaftsgebäude zur Lagerung landwirtschaftlicher Produkte errichtet. Im 16. Jahrhundert kam es zum Einbau eines Gemaches im Obergeschoss sowie von Räumen für das Gesinde. Das Jagdzimmer im Erdgeschoss soll einer der frühen Jagdsäle in Norddeutschland gewesen sein.

### Wirtschaftshof und Garten
Der Burg war ein benachbart liegender Wirtschaftshof angegliedert. Zur späteren Schlossanlage gehörte außerdem ein Lustgarten. Der bronzene Figurenschmuck des Schlosses war zeitlos und befindet sich heute in Teilen im Herzog Anton Ulrich-Museum (Braunschweig), im Rijksmuseum Amsterdam und im Louvre (Paris). Die Orgel von 1610 schließlich, die Esaias Compenius eigens für die Schlosskapelle baute, wird auf Schloss Frederiksborg in Dänemark noch heute bespielt.

## Geschichte
Über die Entstehungsgeschichte von Burg Hessen als mittelalterlicher Befestigungsanlage und Vorgängerbau des Schlosses ist wenig bekannt. 1129 wurden die Edelherren von Hessen erstmals urkundlich als Besitzer von Dorf und Burg genannt. Das Geschlecht erlosch um 1312, wobei Johann von Hessen als letzter Burgherr erwähnt wird. 1330 kamen Burg und die Ansiedlung Hessen, die sich in ihrem Gefolge gebildet hatte, als Erbe an die Regensteiner Grafen. Die Grafen ließen die Burg um 1340 umbauen, um sie zum Stützpunkt ihrer Vorherrschaft im Harzgau zu machen.

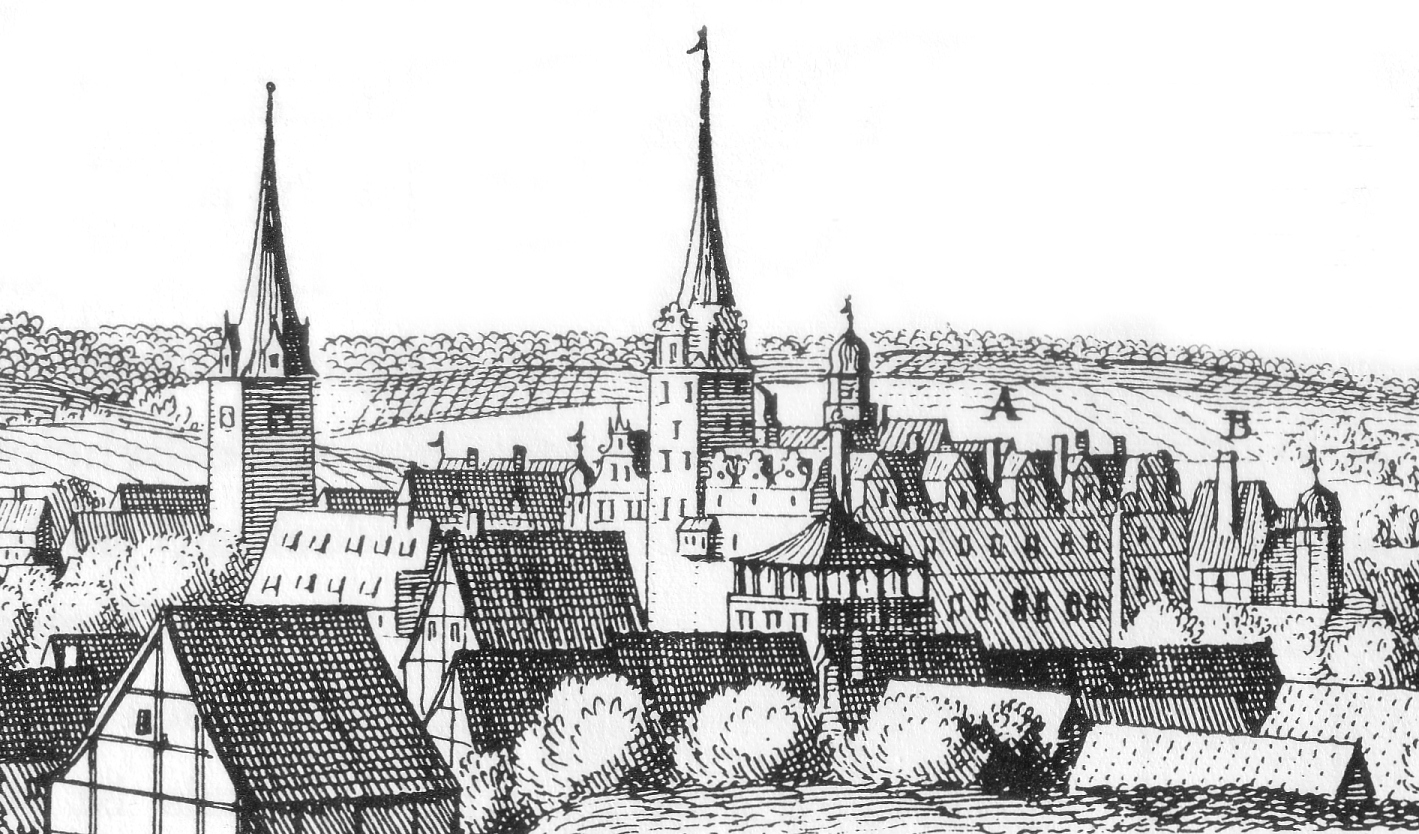
Ausschnitt aus dem Merian-Stich von Hessen um 1650 mit Schloss Hessen

Im Jahre 1343 erwarben die Herzöge zu Braunschweig von den Grafen von Regenstein das südlich des Niedermoores Großes Bruch gelegene Dorf Hessen. Von Halberstädter Territorium umgeben, bildete dieser Neuerwerb de facto eine Exklave. Also begann man noch im selben Jahr, den Hessendamm aufzuschütten. Der neu erbaute Weg war die einzige Möglichkeit weit und breit, das Sumpfgebiet des Großen Bruches zu durchqueren. Der Hessendamm entwickelte sich alsbald zu einer willkommenen Abkürzung der über Hornburg verlaufenden Fernstraße Braunschweig–Halberstadt–Leipzig und wurde so Bestandteil der mittelalterlichen Leipziger Heerstraße (daher der Straßenname Leipziger Straße des Teilabschnittes kurz vor Hessen). Die Benutzung des Dammes führte zur Errichtung von Zollstationen in Mattierzoll und auf dem Hessendamm.
Später verpfändeten die Herzöge von Braunschweig die Burg an die Stadt Braunschweig. Der Stadt diente die Burg zum Schutz der Handelsstraße nach Halberstadt. 1408 kam die Burg wieder an das herzogliche Haus von Braunschweig, die im Laufe der Zeit bei ständig wechselnden Pfandbesitzern in Verfall geriet.
Um 1530 sind umfangreiche Neu- und Umbauten durch Kurt von der Schulenburg überliefert. Er ließ vor allem die Dachstühle und die Schieferdächer erneuern und in die Burgmauern Löcher für Fenster brechen. Auch ließ er alte Bauteile niederreißen und neue Gebäude errichten.
Ab 1560 ließ Herzog Julius, noch als Prinz, die Burg zu einem fürstlichen Schloss im Renaissancestil umgestalten, wobei 1568 der Westflügel entstand. Herzog Julius bewohnte das Schloss von 1562 bis 1568 als Erbprinz. 1564 wurde hier sein Sohn, der spätere Herzog Heinrich Julius geboren. Er galt als gelehrtester Fürst seiner Zeit, der schon früh begann, intensiv Bücher zu sammeln. Er führte den Protestantismus ein und brachte von einer Reise aus England die erste Kartoffelpflanze mit. Nach seinem Tod 1589 wurde das Schloss Witwensitz seiner Ehefrau, der Herzogin Hedwig von Brandenburg, bis zu ihrem Tod 1602.

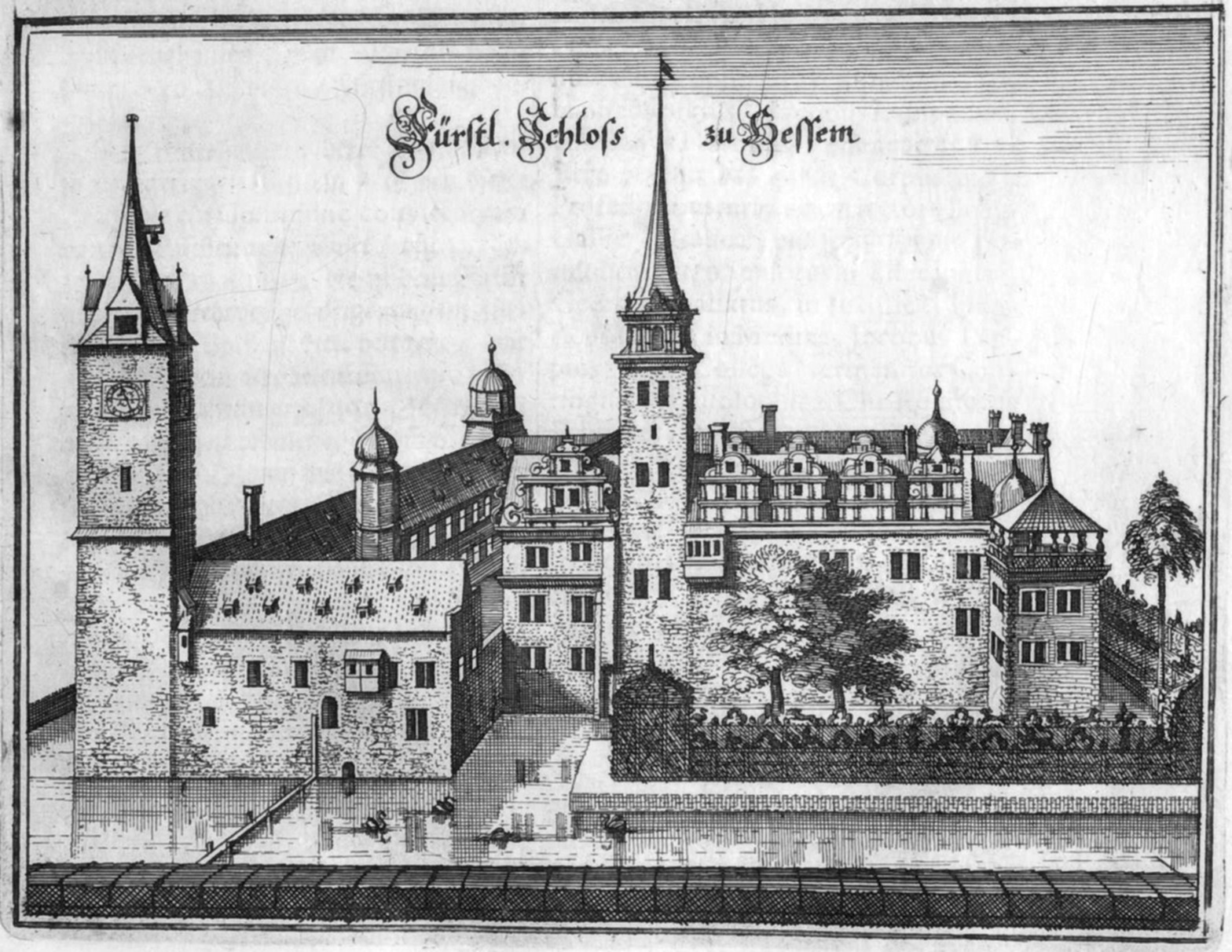
Schloss Hessen als Merian-Stich um 1650, noch mit Wassergraben

Ab 1600 entstand ein ausgedehnter Lustgarten im früheren Burggarten. Die Glanzzeit des Schlosses lag Ende des 16. und Anfang des 17. Jahrhunderts als Sommerresidenz der Braunschweiger Herzöge. Nach dem Tod von Herzog Heinrich Julius 1613 diente das Schloss ab 1616 als Sommerresidenz für seine Witwe Elisabeth von Dänemark bis zu ihrem Tod 1626.
Im Dreißigjährigen Krieg wurde das Schloss von geringfügigen Zerstörungen betroffen, erheblicher dagegen der Ort. Zu leichten Schäden kam es 1628 durch kaiserliche Truppen unter Gottfried Heinrich zu Pappenheim, die nach der Schlacht bei Lutter 1626 Beutezüge in der Gegend machten. Weitere Zerstörungen gingen 1641 von den Schweden aus.
Nach dem Ende des Dreißigjährigen Krieges 1648 wurde das Schloss nicht mehr von der herzoglichen Familie bewohnt und nur noch gelegentlich als Jagdschloss genutzt. Im Laufe der Zeit verfiel es, so dass ab 1726 der Braunschweiger Baumeister Hermann Korb das Schloss instand setzte. Dabei ließ er die Ziergiebel entfernen. Ab etwa 1790 bekam das Schloss eine neue Funktion als herzogliche Domäne. 1811 kam es in der Hauptburg zu einem Großbrand, bei dem der Süd-, Ost- und Nord-Flügel ausbrannte. Die Familie von Schwarz war von 1808 bis zum Ende des Zweiten Weltkriegs 1945 Pfandbesitzer der Domäne.

## Heute
Nach dem Zweiten Weltkrieg lag der Ort Hessen mit dem Schloss in der Sowjetischen Besatzungszone. Ab dieser Zeit verfiel die Hauptburg zusehends. Infolge des SMAD-Befehls Nr. 209 erfolgte der Abriss des Westflügels der Hauptburg und diverse kleinere Arbeiten zur Aufhebung des „herrschaftlichen Charakters“. Unter anderem wurden Portale zugemauert und Wappenkartuschen abgeschlagen. Bürgerproteste verhinderten den vollständigen Abriss. Anfang der 1970er Jahre brach man den Nordflügel ab. Übrig blieben der Ostflügel mit der früheren Schlosskapelle und der Südflügel mit dem Bergfried und dem Treppenturm. Durch die eingefallenen Dächer drang Niederschlag in die Gebäude ein. Der Lustgarten diente in der Zeit der DDR einer LPG zur Pflanzenzucht. Nach der Wende von 1989 gibt es seit 1990 anhaltende Sanierungsmaßnahmen am Schloss, das heute der Kommune gehört. 1995 gründete sich zur Sanierung und Nutzbarmachung des Schlosskomplexes der Förderverein Schloss Hessen mit 52 Mitgliedern.

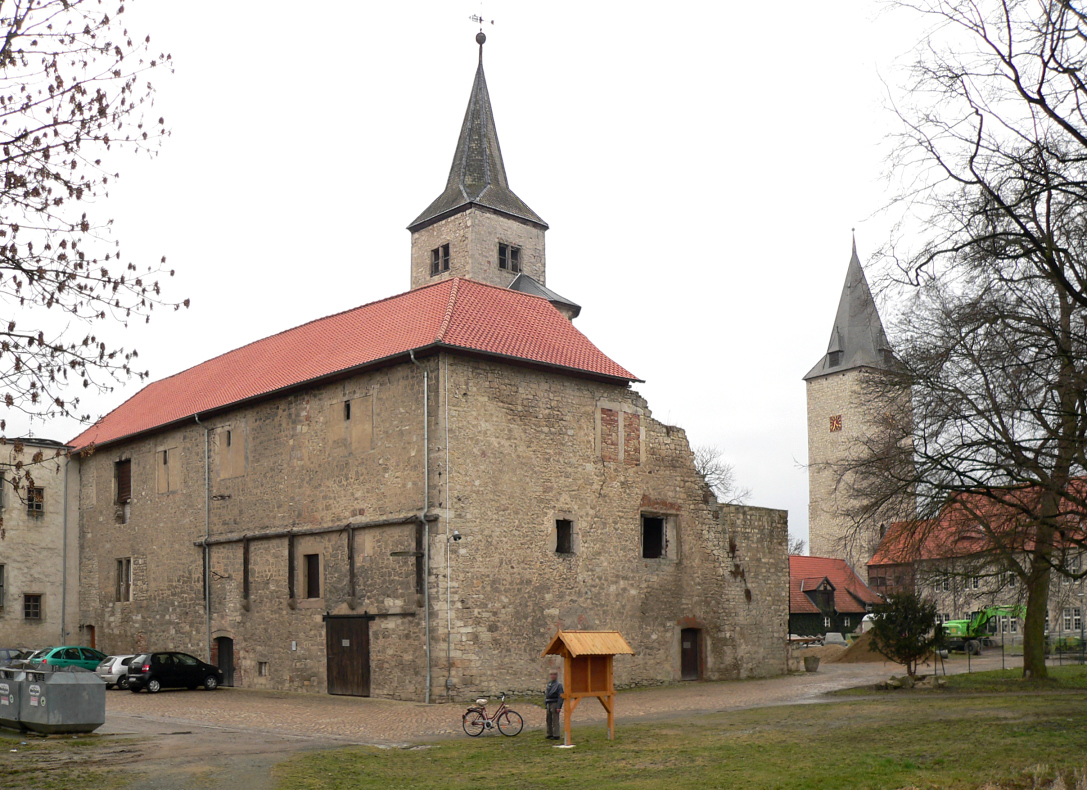
Ostflügel und Rest des Nordflügels der Hauptburg
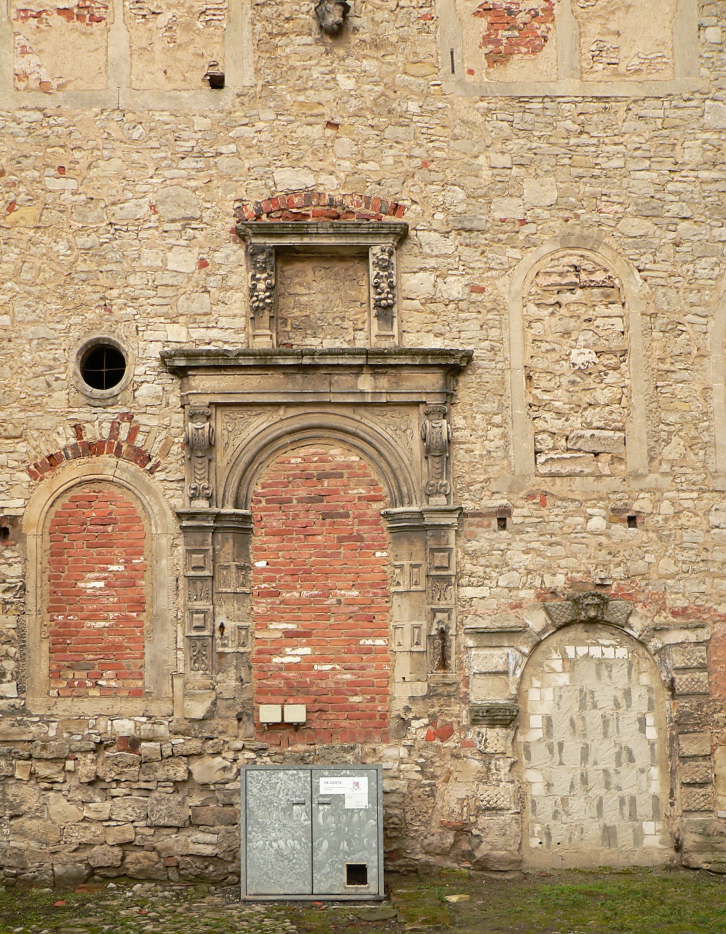
Eingangsportal der früheren Schlosskapelle im Ostflügel der Hauptburg
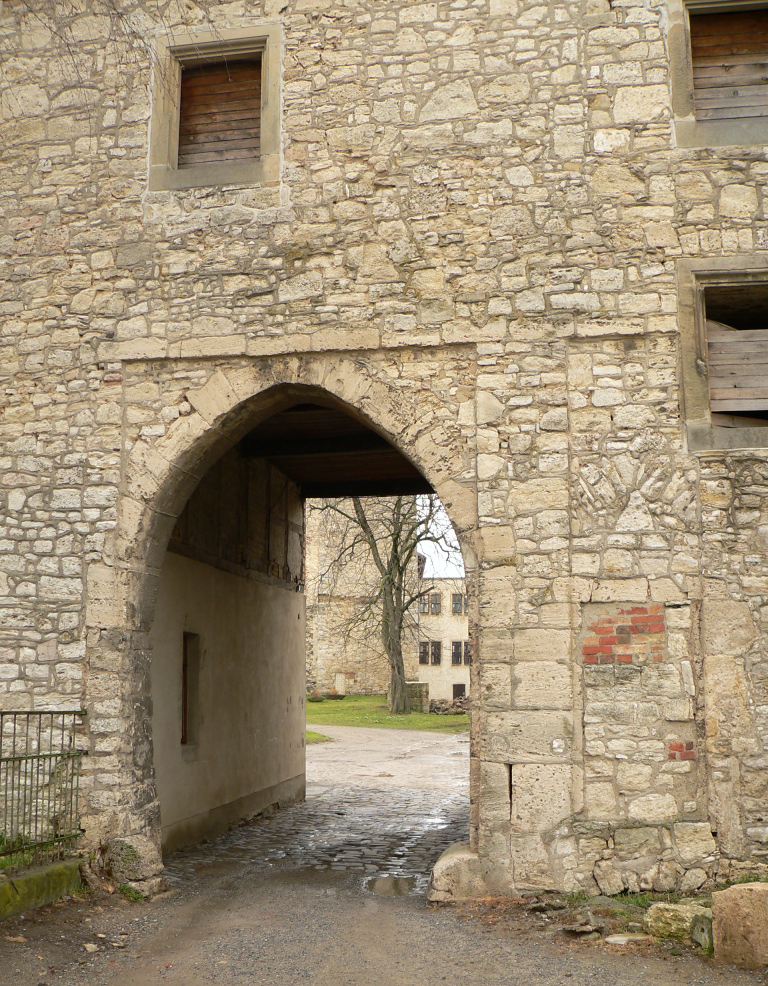
Torhaus der Unterburg
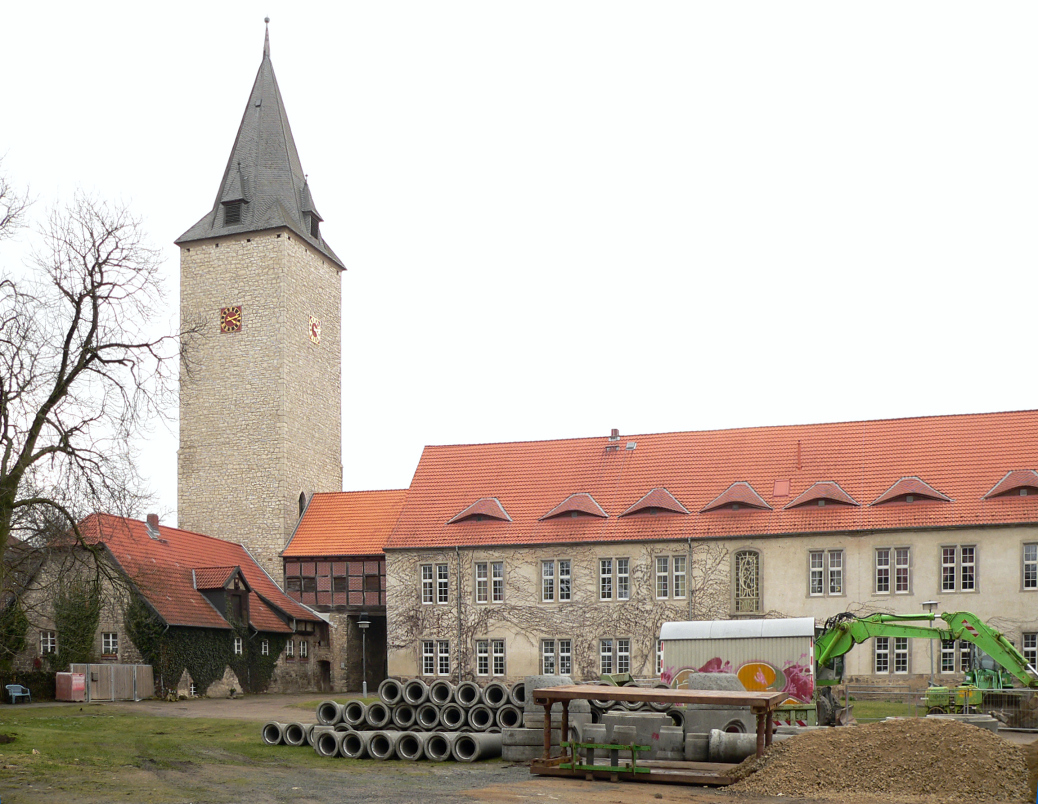
Schlossinnenhof mit Bergfried und Herrenhaus der Unterburg
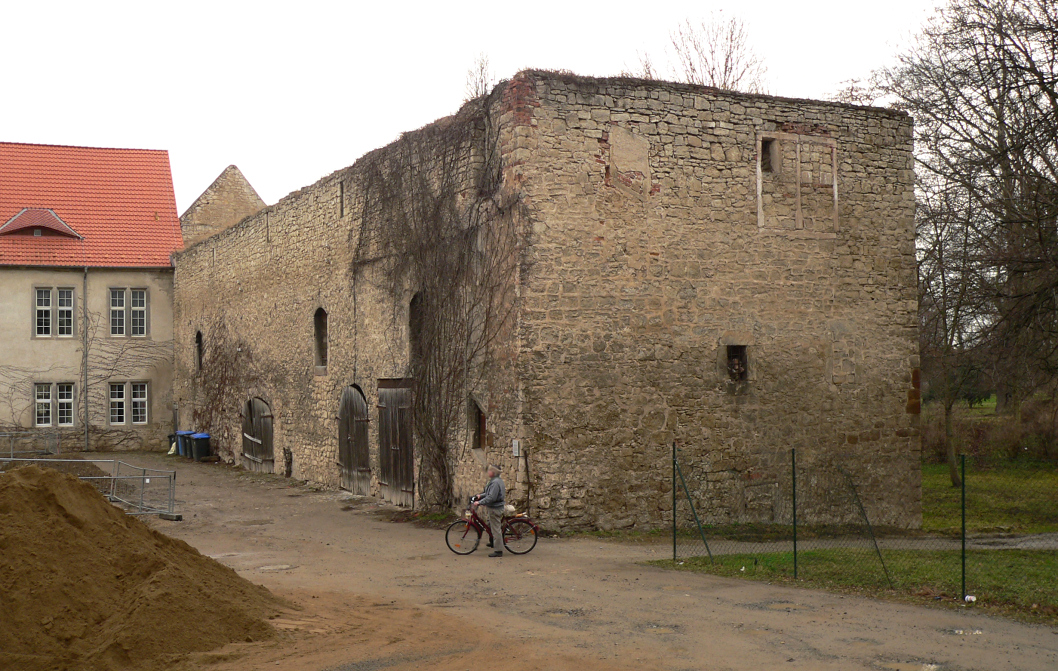
Steinscheune der Unterburg, vor Rekonstruktion des Daches

### Sanierungen
Im Jahre 2000 begannen umfangreiche Arbeiten zur Wiederherstellung von Gebäudedächern. Seither finden kontinuierlich im Rahmen von Arbeitsbeschaffungsmaßnahmen Sanierungen statt, die der Förderverein Schloss Hessen durchführt. Dabei gehörte das Dach des Ostflügels zur ersten Sicherungsmaßnahme. Der Eckpavillon war Gegenstand des zweiten Bauabschnitts. Dabei wurde die Aussichtsplattform neu gegossen. Die Wendeltreppe soll wieder auf die Aussichtsplattform führen, von der aus die Sicht zu drei Seiten offen ist. Der Südflügel ist mittlerweile mit einem Dach versehen. Seine Innenräume sind saniert worden. In einem Kellergewölbe ist ein Jugendraum eingerichtet worden. Das Erdgeschoss soll eine Heimatstube beherbergen, die schon teilweise eingerichtet ist. Der dem Schloss benachbarte Bahndamm wurde von Bewuchs befreit, so dass die gesamte Schlossanlage wieder sichtbar ist.

### Ausgrabungen im Lustgarten

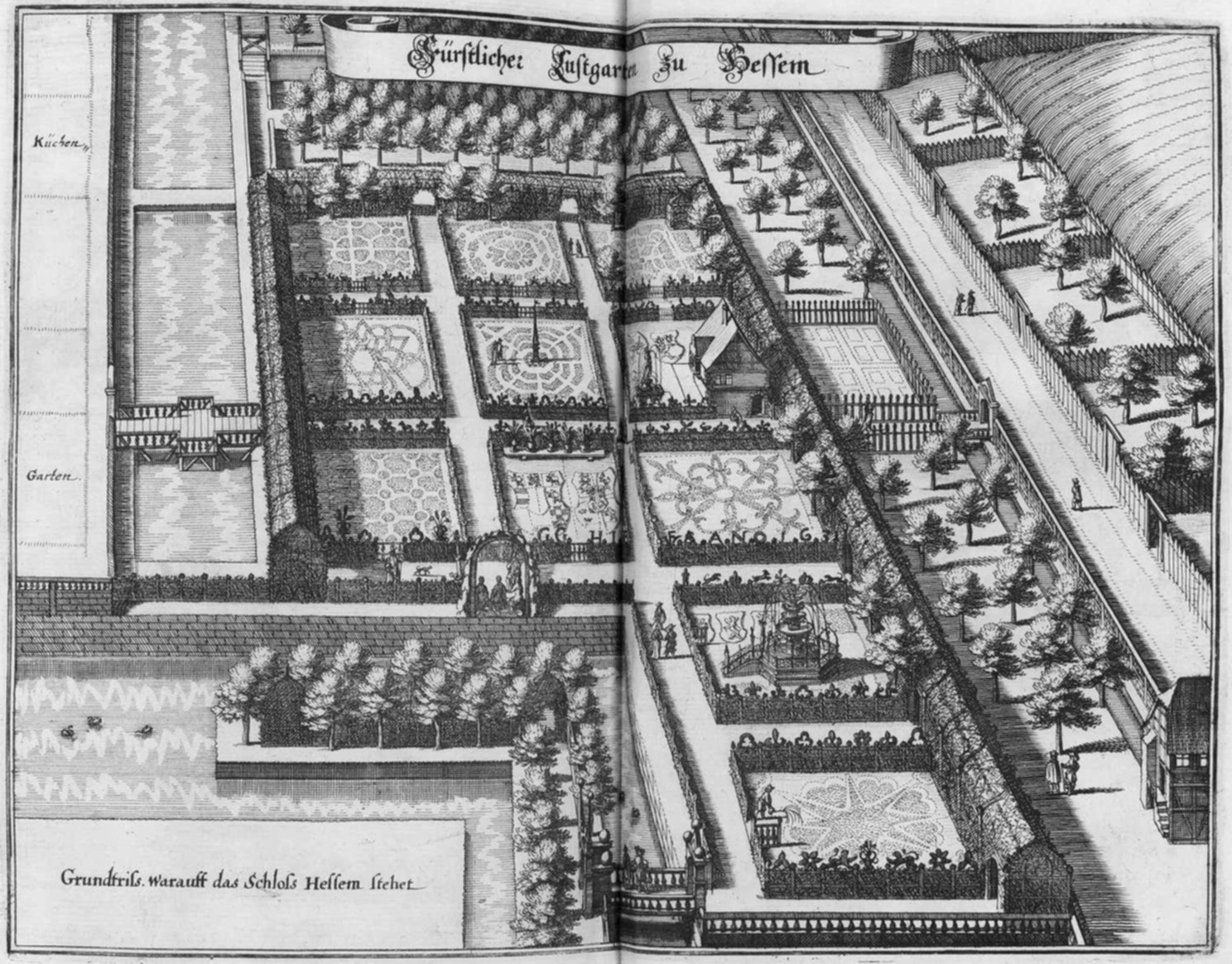
Der „Lustgarten zu Hessem“ (Hessen) als Merian-Stich von 1654

In der Zeit ab 1560 erlebte durch Herzog Julius und sein Schloss das kulturelle Leben am Rande des Fallstein eine ungeheure Blüte. Die Pflanzensammlung in den ausgedehnten Gärten Hessens stellte mit 1700 Arten selbst königliche Anlagen wie die in Kopenhagen und Oxford in den Schatten. Im ehemaligen Lustgarten fanden 2002 erste Grabungen zur Rekonstruktion der Anlage und ihrer Bestandteile statt. 2008 kam es zu Ausgrabungen durch die Kreisarchäologie Harz. Mit acht Grabungsschnitten wollte man die Richtigkeit der Gartendarstellung in einem Merian-Kupferstich aus der Zeit um 1650 überprüfen. Dabei handelt es sich um die einzige Merian-Darstellung einer einzelnen Gartenanlage in der Topographia Germaniae.
Dabei wurde eine Seite des 0,7 Meter breiten Mauerwerks des einst mit Wasser gefüllten Burggrabens gefunden. Auf der gegenüberliegenden Seite des Grabens wurden keine Steine gefunden, wahrscheinlich weil sie nach dem Zuschütten des Grabens entfernt und weiterverwendet wurden. Bei den Ausgrabungen konnte in einem Meter Tiefe der Umriss des sechseckigen Zierbrunnens als Bodenverfärbung festgestellt werden. Weitere Funde waren eine Hellebarde, Mühlsteine, Keramikteile und ein Bleirohr.

### Veranstaltungen
Das Schloss und der Schlosshof werden gelegentlich für Ausstellungen und Veranstaltungen und Ausstellungen genutzt, die 1997 mit dem Musikfestival Castle Rock Open Air begannen. Regelmäßige Veranstaltungen sind die Schlossweihnacht, Astronomietage und der Tag des offenen Denkmals. Dabei wurde bereits der Rasen des früheren Lustgartens in unterschiedlichen Höhen gemäht, so dass die Konturen von Wegen und Fächern erschienen.